# Mathilde van Henegouwen
Mathilde van Henegouwen (29 november 1293 - 1331) was van 1313 tot 1322 vorstin van Achaea. Ze behoorde tot het huis Avesnes.

## Levensloop
Mathilde was de dochter van Floris van Henegouwen en Isabella van Villehardouin, die beiden vorsten van Achaea waren. 
In 1299 werd ze uitgehuwelijkt met Gwijde II van La Roche (1280-1308), die hertog van Athene was. Nadat ze in 1308 weduwe geworden was, was Mathilde verloofd met Karel van Tarente, zoon en erfgenaam van vorst Filips I van Tarente. Uiteindelijk huwde ze in 1313 met Lodewijk van Bourgondië, een zoon van hertog Robert II van Bourgondië en titulair koning van Thessaloniki. Het huwelijk had de intentie om het huis Anjou-Sicilië te verenigen met het oudere huis Bourgondië. Ook de verloving van Catharina van Valois en vorst Filips I van Tarente paste in dit kader. Mathilde huwde met Lodewijk in een poging om het vorstendom Achaea te herwinnen. 
In 1307 hadden Mathildes moeder Isabella en haar tweede echtgenoot Filips I van Piëmont het vorstendom Achaea namelijk afgestaan aan hun suzerein Filips I van Tarente in ruil voor het graafschap Alba. Kort daarna hervatten Filips en Isabella echter hun claims op Achaea, wat tot aan de dood van Isabella van Villehardouin in 1312 leidde tot een conflict met Filips van Tarente. Na het huwelijk van Mathilde en Lodewijk kreeg het echtpaar het vorstendom Achaea opnieuw toegewezen. Na Isabella's dood werd het vorstendom Achaea eveneens geclaimd door Isabella van Sabran, een dochter van Isabella's zus Margaretha van Villehardouin, en haar echtgenoot Ferdinand van Majorca.
Het pasgetrouwde echtpaar vertrok snel naar Griekenland om bezit te nemen van hun vorstendom, dat hun rivaal Ferdinand reeds bezette. Bij de Slag van Manolada op 5 juli 1316 versloeg Mathildes echtgenoot Lodewijk Ferdinand van Majorca, die in de veldslag sneuvelde. Lodewijk en Mathilde konden hierdoor de controle over de Elis verwerven.
Enkele weken later stierf Lodewijk van Bourgondië, ofwel wegens koorts ofwel vergiftigd. De dood van Lodewijk zorgde ervoor dat Mathilde de enige heerser werd van Achaea. Haar regering werd al snel betwist door verschillende pretendenten en in 1318 werd Mathilde door haar suzerein Filips van Tarente naar Napels ontvoerd, die haar dwong om met zijn broer Jan van Durazzo te huwen. Het huwelijk bleef kinderloos.
Het huwelijk mislukte omdat Mathilde haar rechten op Achaea weigerde aan haar derde echtgenoot te geven. In 1321 huwde ze in het geheim met Hugo de La Palice. Toen dit bekend geraakte, werd Mathilde door Filips van Tarente afgezet als vorstin van Achaea. Ook liet Jan van Durazzo zich wegens niet-consummatie van het huwelijk scheiden van Mathilde. Mathilde werd vervolgens gevangengezet in het Castel dell'Ovo, terwijl Hugo de La Palice in 1322 werd geëxecuteerd. Ze werd overgebracht naar Aversa en stierf daar in 1331 in gevangenschap.